# Hannah Zea
Hannah Zea (Medellín, 11 de abril de 1975) es una actriz, modelo y presentadora colombiana.

## Carrera

### Inicios
Zea nació en la ciudad de Medellín y se trasladó a Bogotá en su infancia. Allí se inscribió en un par de carreras universitarias, pero decidió abandonarlas para formarse como actriz. Más adelante se trasladó al Reino Unido para realizar estudios en la East 15 Acting School, y allí adoptó el nombre artístico de Hannah Zea.

### Reconocimiento
Tras su regreso a Colombia logró el reconocimiento nacional con su interpretación de Dorita en la telenovela de RCN El inútil, compartiendo elenco con Ruddy Rodríguez, Julián Arango, Víctor Mallarino, Manuela González y María José Tafur.
En 2004 interpretó el papel de Alice Johnson en la telenovela Las noches de Luciana y el de María Mónica en la serie Al ritmo de tu corazón, producción que no logró afianzarse en la programación del canal RCN. Dos años después personificó a Vania Avendaño en Las dos caras de Ana y en 2008 dio vida a Rossy Sandoval en Pecados ajenos. En 2009 interpretó el personaje de Kaleth en la telenovela Victorinos. Ha aparecido además en unitarios como Decisiones y Lotería y en algunas producciones para teatro. En la actualidad se encuentra radicada en Miami, donde se ha desempeñado como presentadora de televisión.

## Filmografía destacada

### Televisión
- 2001 - El inútil... Dorita
- 2004 - Las noches de Luciana... Alice Johnson
- 2004 - Al ritmo de tu corazón... María Mónica
- 2006 - Las dos caras de Ana... Vania Avendaño
- 2008 - Pecados ajenos... Rossy Sandoval
- 2009 - Victorinos... Kaleth